# Ram
Ram (укр. Баран) — другий студійний альбом британського музиканта Пола Маккартні, випущений 1971 року. Записаний за участю його дружини Лінди Маккартні (яка є співавтором деяких пісень платівки), ударника Денні Сайвелла (англ. Denny Seiwell) й гітаристів Дейва Спіноззи (англ. Dave Spinozza) i Х'ю Маккракена (англ. Hugh McCracken).
Незважаючи на сувору критику музичними журналістами диск зайняв перше місце в хіт-парадах Норвегії й Великої Британії, і друге в Австралії й чартах The Billboard Pop Albums Північної Америки.

## Список композицій
Усі пісні написано Полом і Ліндою Маккартні, крім спеціально позначених.
1. Too Many People (П. Маккартні) — 4:10
2. 3 Legs (П. Маккартні) — 2:48
3. Ram On (П. Маккартні) — 2:28
4. Dear Boy — 2:13
5. Uncle Albert/Admiral Halsey — 4:55
6. Smile Away (П. Маккартні) — 3:53
7. Heart of the Country — 2:22
8. Monkberry Moon Delight — 5:22
9. Eat at Home — 3:20
10. Long Haired Lady — 6:05
11. Ram On (П. Маккартні) — 0:55
12. The Back Seat of My Car (П. Маккартні) — 4:28

## Учасники запису
- Пол Маккартні — вокал, гітара, бас-гітара, фортепіано, клавішні
- Лінда Маккартні — вокал, клавішні
- Дейв Спінозза — гітара
- Г'ю Маккракен — гітара
- Денні Сайвелл — ударні, перкусія